# Gongylidium baltoroi
Gongylidium baltoroi är en spindelart som beskrevs av Lodovico di Caporiacco 1935. Gongylidium baltoroi ingår i släktet Gongylidium och familjen täckvävarspindlar. Inga underarter finns listade i Catalogue of Life.